# Thomas Ohlsson
Thomas Ohlsson (20 settembre 1958) è un ex canoista svedese.

## Palmarès
- Giochi olimpici

Los Angeles 1984: argento nel K4 1000 metri.
- Mondiali - Velocità

Nottingham 1981: argento nel K4 500 metri.
Belgrado 1982: oro nel K4 1000 metri, bronzo nel K4 500 metri.